# سارتي (هالكيديكي)
سارتي (Σάρτη) هي مدينة في هالكيديكي في مقاطعة فوريا إلادا في اليونان.